# Топологічно-асоційовані домени

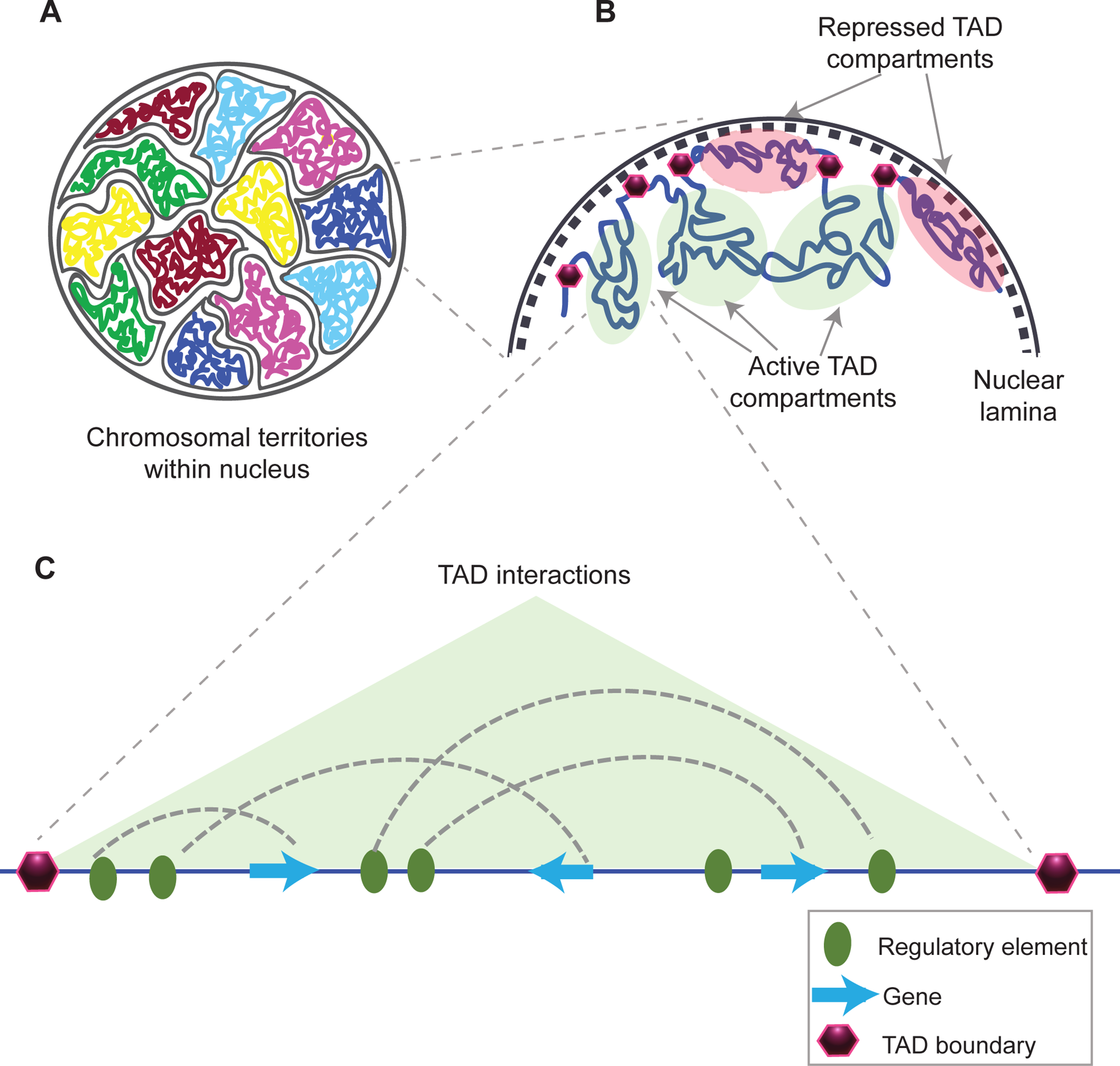
Структурна організація хроматину. A. Хромосомні території. B. Топологічно-асоційовані домени. C. Контакти в межах одного ТАД.

Топологі́чно-асоційо́вані доме́ни, ТАД  (англ. topologically associating domains, TAD) — структурні ділянки геному що перебувають у близькій просторовій взаємодії одна до одної.
Топологічно-асоційовані домени було знайдено за допомогою методик Hi-C: фіксація конформації хромосоми з детальним секвенуванням. Ця методика встановила, що деякі регіони ДНК в геномі людини та миші мають багато контактів між собою в межах цих регіонів, а по краям розташовані ділянки, які не контактують одна з одною. Такі ділянки, розподілені за контактним принципом, назвали топологічно-асоційованими доменами.

## Структура ТАД
Розміри топологічно асоційованих доменів коливаються від тисяч до мільйонів пар нуклеотидів ДНК, з середньою довжиною у ~900 kb. Розподілення геномної ДНК на ТАД є доволі консервативним, частково однакове в різних типах тканин, зберігається з клітиною впродовж поділів, та має певну консервативність порівнюючи мишачий та людські геноми.
Вища організація ТАД включає в себе компартменти A та B типів (не плутати з компартментами клітини)